# Insignia de Coburg

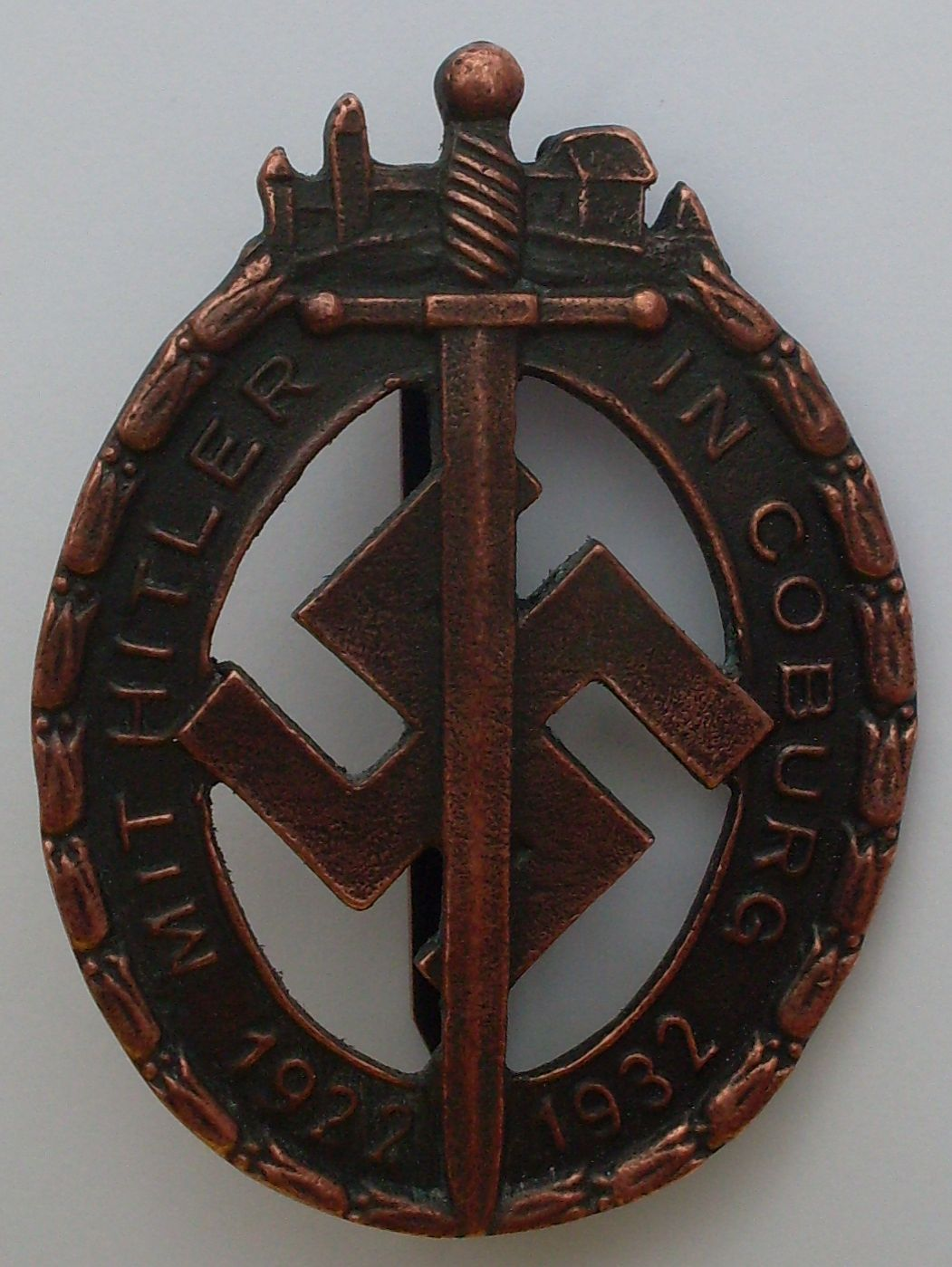
Insignia de Coburg.

La Insignia de Coburg (en alemán: Das Coburger Abzeichen) fue la primera insignia reconocida como un premio nacional del NSDAP (Partido Nazi).

## Historia
El 14 de octubre de 1922, Adolf Hitler lideró a 800 miembros de las SA de Múnich y otras ciudades bávaras en tren a Coburg para un mitin de fin de semana. Una vez allí, ocurrieron numerosas batallas callejeras con izquierdistas y comunistas. Al final, la victoria final perteneció a los nazis. Más tarde, el día fue conocido como Deutscher Tag in Coburg (Día de Alemania en Coburg).

## Condecoración
Hitler ordenó que se acuñara la Insignia de Coburg el 14 de octubre de 1932 para conmemorar el evento que tuvo lugar diez años antes, el sábado 14 de octubre de 1922, y para honrar a los participantes. Esto fue antes de que Hitler llegara al poder en enero de 1933. La placa tenía 40 mm de ancho y 54 mm de alto. Estaba hecha de bronce y tenía una espada colocada con la punta hacia abajo sobre una esvástica dentro de una corona ovalada. En la parte superior de la corona estaba el castillo y el pueblo de Coburg. La corona contiene las palabras, MIT HITLER IN COBURG 1922-1932 (Con Hitler en Coburg 1922-1932).
En noviembre de 1936, Hitler dio nuevas "órdenes" en cuanto a las "Órdenes y Premios" del Partido Nazi que se otorgarían. Los principales premios del NSDAP se enumeran en este orden: 1. Insignia de Coburg; 2. Insignia del Día del Partido de Núremberg de 1929; 3. Insignia de la Concentración de Brunswick (Treffen SA en Brunswick 1931); 4. Insignia de Oro del Partido; 5. La Orden de la Sangre; seguido por las insignias de Gau y la Insignia de Oro de las HJ.
El 1 de agosto de 1939, el Reichsführer-SS Heinrich Himmler decretó que cualquier miembro de las SS (ya fuera alistado u oficial) que llevara la Insignia de Coburg era elegible para usar el anillo Totenkopf. Nota: debido a que la Insignia de Coburg normalmente no se registró en un expediente de registro de los NCO, la orden requirió que el personal alistado proporcionara pruebas de que se le había otorgado la Insignia de Coburg.